# Arlette Langmann
Pour les articles homonymes, voir Langmann.
Arlette Langmann, née le 3 avril 1946 à Paris est une scénariste, dialoguiste, monteuse et actrice française. Elle est la sœur de Claude Berri, la tante de Julien Rassam et Thomas Langmann, et a partagé la vie de Jean-Paul Camail et de Maurice Pialat.

## Biographie
Arlette Langmann est issue d'une famille juive ashkénaze. Elle est la fille d'un fourreur polonais, Hirsch Langmann, et d'une ouvrière roumaine, Beila Bercu, installés au 8 passage du Désir, dans le 10e arrondissement de Paris. 

## Filmographie

### Actrice
- 1976 : Les lolos de Lola de Bernard Dubois

### Monteuse
- 1967 : Le Vieil homme et l'enfant de Claude Berri (assistante monteuse)
- 1969 : Village d'enfants de Maurice Pialat (court métrage)
- 1971 : Le Cinéma de papa de Claude Berri (assistante monteuse)
- 1971 : La Maison des bois  de Maurice Pialat
- 1971 : L'Acte ou l'autobus 1218 de Jean Streff (court métrage)
- 1972 : Nous ne vieillirons pas ensemble  de Maurice Pialat
- 1973 : Le Poème de l'élève Mikovsky de Pascal Thomas (court métrage)
- 1974 : La Gueule ouverte   de Maurice Pialat
- 1977 : Un coup de rasoir de Pascal Thomas (court métrage)
- 1978 : Passe ton bac d'abord  de Maurice Pialat
- 1980 : Je vous aime  de Claude Berri
- 1981 : Le Maître d'école  de Claude Berri
- 1985 : Le Fou de guerre de Dino Risi
- 1986 : Jean de Florette  de Claude Berri

### Scénariste
- 1968 : L'Enfance nue de Maurice Pialat
- 1980 : Loulou de Maurice Pialat
- 1983 : À nos amours de Maurice Pialat
- 1989 : La Fille de 15 ans de Jacques Doillon
- 1989 : Chimère de Claire Devers
- 1990 : Uranus de Claude Berri
- 1991 : Nord de Xavier Beauvois
- 1992 : Nous deux  de Henri Graziani
- 1992 : Jour de colère de Julien Rassam (court métrage)
- 1993 : Les Amoureux de Catherine Corsini
- 1993 : Germinal de Claude Berri
- 1995 : Circuit Carole de Emmanuelle Cuau
- 1996 : Les Victimes de Patrick Grandperret
- 1999 : Le vent de la nuit de Philippe Garrel
- 1999 : La Débandade de Claude Berri
- 2001 : Sauvage innocence de Philippe Garrel
- 2005 : Les Amants réguliers de Philippe Garrel
- 2008 : La Frontière de l'aube de Philippe Garrel
- 2013 : La Jalousie de Philippe Garrel
- 2015 : L'Ombre des femmes de Philippe Garrel
- 2017 : L'Amant d'un jour de Philippe Garrel
- 2020 : Le Sel des larmes de Philippe Garrel